# Magnus Cort
Magnus Cort Nielsen (født 16. januar 1993 i Rønne) er en dansk cykelrytter, som kører for Uno-X Mobility.
Han har blandt andet vundet ni etaper i Grand Tours, hvoraf de seks er i Vuelta a España, to i Tour de France og en i Giro d'Italia.

## Karriere
Cort er født og opvokset i Rønne på Bornholm. , og blev senere medlem af Bornholms Cycle Club. I 10. klasse tog han på Vejle Idrætsefterskole hvor han gik på cykellinjen. I august 2010 flyttede han til Nykøbing Falster, hvor han ved siden af cyklingen, passede sin uddannelse som cykelmekaniker på CELF.
Han startede som helt ung med at spille fodbold, men skiftede til løb, hvorfra han fortsatte til tri- og duatlon - og videre til mountainbike. I dag er hans primære sport landevejscykling.
Han blev i 2010 udtaget til juniorlandsholdet på mountainbike. I 2011 var han udtaget til både MTB og landevejsjuniorlandsholdet. Han kørte dog stort set kun landevej i 2011. Han skrev i 2011 historie ved at blive første danske vinder af juniorudgaven af Fredsløbet i Tjekkiet.
I 2012 blev han udtaget til U23 landsholdet og fik kontrakt med continentalholdet Team Concordia Forsikring-Himmerland. I 2013 skrev Cort som 20-årig under med det danske continental-hold Team Cult Energy.
I 2016 deltog han første gang i en grand tour, da han deltog i Vuelta a España. Cort vandt løbets 18. etape med en massespurt foran tyske Nikias Arndt og Jean-Pierre Drucker fra Luxembourg. Sejren var den første danske etapesejr i Vueltaen i tre år. Cort sagde i et interview med TV2 Sporten, at han havde været nede for at hente flasker med vand til andre ryttere på hans hold inden for den sidste time, før vandt spurten. Det havde fra ledelsens side ikke været planen, at han skulle forsøge at vinde etapen. Cort vandt også den 21. og sidste etape i Vuelta a España, som sluttede i Madrid den 11. september 2016.
22. juli 2018 opnåede Cort sin karrieres hidtil største triumf, da han vandt 15. etape i Tour de France efter at have deltaget i et større udbrud sammen med bl.a. landsmanden og holdkammeraten Michael Valgren.

### 2022
Ved at vinde de første bjergspurter på 2., 3. og 4. etape ved Tour de France 2022, blev Cort den første rytter i historien til at vinde de 11 første bjergspurter i kampen om den prikkede bjergtrøje i Tour de France. Dermed slog han Federico Bahamontes’ rekord fra 1958, hvor han vandt løbets første syv bjergspurter. Da løbets 10. etape skulle afgøres, kom Cort først over målstregen. Forinden havde han kørt i bjergtrøjen fra 2. til 8. etape, og var to gange blevet kåret til den mest angrebsivrige rytter.

## Største resultater
2011
1. plads,  Samlet Course de la Paix Juniors
1. plads, 3b. og 4. etape
1. plads,  Junior-DM i cykelcross
1. plads,  Linjeløb, Ungdoms-DM
3. plads, samlet Kroz Istru
2012
2. plads, Linjeløb, U/23
3. plads, Post Cup Odder
3. plads, Tønder GP
2013
Thüringen Rundfahrt der U23
1. plads,  Bjergkonkurrence
1. plads, 6. etape
1. plads, 1. etape Tour de la Province de Liège
3. plads, Flandern Rundt U23
3. plads, Himmerland Rundt
9. plads, samlet Danmark Rundt
1. plads, 1. og 4. etape
10. plads, Hadeland GP
2014
1. plads,  Samlet Ronde de l'Oise
1. plads,  Pointkonkurrence
1. plads,  Ungdomskonkurrence
1. plads, 3. og 4. etape
1. plads,  Samlet Istrian Spring Trophy
1. plads, 1. og 2. etape
1. plads, Himmerland Rundt
1. plads, Destination Thy
1. plads, Ringerike GP
1. plads, 1. etape Danmark Rundt
2. plads, samlet Tour des Fjords
1. plads,  Ungdomskonkurrence
1. plads, 3. etape
5. plads, Volta Limburg Classic
6. plads, Eschborn-Frankfurt City Loop U23
2015
4. plads, Linjeløb, DM
10. plads, samlet Danmark Rundt
2016
Vuelta a España
1. plads, 18. og 21. etape
2. plads, samlet Danmark Rundt
1. plads, 2. etape
5. plads, GP Impanis-Van Petegem
7. plads, GP du canton d'Argovie
9. plads, Gran Premio Bruno Beghelli
2017
1. plads, Clásica de Almería
1. plads, 3. etape Volta a la Comunitat Valenciana
2. plads, RideLondon-Surrey Classic
10. plads, Gran Premio Bruno Beghelli
2018
1. plads, 15. etape Tour de France
1. plads, 5. etape BinckBank Tour
1. plads, 2. etape Tour de Yorkshire
1. plads, 4. etape Tour of Oman
2. plads, samlet Dubai Tour
1. plads,  Ungdomstrøje
8. plads, Milano-Sanremo
2019
1. plads, 4. etape Paris-Nice
2020
1. plads, 16. etape af Vuelta a España
1. plads, 2. etape Étoile de Bessèges
2021
Vuelta a España
1. plads, 6., 12. og 19. etape
 Løbets mest angrebsivrige rytter
1. plads, 8. etape Paris-Nice
1. plads, 4. etape Route d'Occitanie
2022
Tour de France
1. plads, 10. etape
 Bjergtrøjen efter etape 2–8
 Mest angrebsivrige rytter, etape 3 & 5
1. plads, 1. etape Gran Camiño
2. plads, Enkeltstart, DM i landevejscykling
2023
1. plads, 10. etape af Giro d'Italia
1. plads, 2. og 3. etape af Volta ao Algarve
1. plads  Pointkonkurrencen
2024
1. plads, 2. etape, Critérium du Dauphiné
Samlet vinder af Arctic Race of Norway
1. plads, 4. etape
 Pointkonkurrencen
1. plads, 2. etape af PostNord Danmark Rundt
3. plads, Bretagne Classic Ouest–France
2025
1. plads, 1. og 2. etape Gran Camiño

### Grand Tour tidslinje
| Grand Tour | 2016 | 2017 | 2018 | 2019 | 2020 | 2021 | 2022 |
| ---------- | ---- | ---- | ---- | ---- | ---- | ---- | ---- |
| Giro       | —    | —    | —    | —    | —    | —    | 95   |
| Tour       | —    | —    | 68   | 104  | —    | 56   | DNF  |
| Vuelta     | 133  | 126  | —    |      | 67   | 77   |      |

DNF = Gennemførte ikke; IP = I gang

## Hæder
- 2010 - Bornholms Tidendes Sportspris[12]